# Air Bening (Bermani Ulu Raya)
Air Bening is een bestuurslaag in het regentschap Rejang Lebong van de provincie Bengkulu, Indonesië. Air Bening telt 1721 inwoners (volkstelling 2010).